# Aerenhim
Aerenhim ali zračni parenhim, ponekod tudi prezračevalni parenhim, je gobasto rastlinsko tkivo, ki sestoji iz zračnih kanalov in velikih medceličnih prostorov v listih, poganjkih in koreninah nekaterih rastlinskih vrst. Spada med tako imenovane parenhime, osnovna tkiva rastlin, ki jih gradijo razmeroma velike celice s tankimi primarnimi celičnimi stenami. Namenjen je predvsem izmenjavi plinov med različnimi rastlinskimi organi. Veliko odprtin, ki so bistveni del aerenhima, služi olajšanemu prehodu plinov po rastlinskih tkivih. Oskrba tkiv s kisikom je zelo pomembna, ker rastlinskim celicam omogoča neprestano izvajanje aerobnega tipa presnove z namenom pridobivanja energije, pri čemer je izkoristek energije večji kot pri anaerobnih procesih.

## Funkcije aerenhima
Nastanek aerenhima je običajno posledica stresa, ki zajema prevelike količine vode v tkivih, neustrezne temperature, sušo in pomanjkanje hranil. Pogosteje se pojavlja pri rastlinah, ki rastejo v hipoksičnih razmerah (razmerah, kjer kronično primanjkuje kisika); denimo pri močvirskih, obvodnih in deloma potopljenih rastlinah, kjer je še posebej oteženo dihanje korenin. Hipoksija se običajno razvije v poplavljeni prsti, kjer združba mikroorganizmov rizosfere zaradi difuzije pospešeno porablja razpoložljiv kisik. Hipoksične razmere zavirajo nastajanje nitratov (nitrifikacijo), ki so nujni za gradnjo aminokislin in beljakovin v rastlinah.
Aerenhim hkrati omogoča oksigenacijo rizosfere in odstranjevanje številnih plinov (na primer ogljikovega dioksida in etilena) iz nje. Prisotnost kisika v rizosferi je bistvena za specifične aerobne mikrobe, ki preprečujejo, da bi se v bližini rastlinskih korenin nakopičile težke kovine (sulfidi, železove spojine in mangan) ter ovirale rastlinsko rast.

## Tipi aerenhima
Če se aerenhim razvije v primarnih tkivih, ga imenujemo primarni aerenhim. Sekundarni aerenhim izvira iz sekundarnih rastlinskih tkiv. Ločimo dva tipa primarnega aerenhima, ki se razlikujeta po načinu nastanka in morfološkem izgledu.
- Lizogeni aerenhim, ki nastane kot posledica programirane celične smrti v izbranem rastlinskem tkivu in tako zajema prazne prostore, ki so jih za seboj pustile propadle celice.[2]

- Shizogeni aerenhim, ki se razvije po razgradnji pektinskih enot v osrednji lameli, kar oblikuje manjše medcelične prostore in hkrati prekine povezave med celicami.[2] Pri samem nastajanju medceličnega prostora si lahko časovno sledita tako lizogeni kot shizogeni pojav aerenhima. V tovrstnih primerih velja, da se praznina vselej začne oblikovati shizogeno (z razgradnjo osrednje lamele), svojo velikost pa povečuje z lizogenim razpadom celic, ki to votlino obrobljajo.[7]

## Prisotnost aerenhima pri rastlinah
Večje količine lizogenega aerenhima vsebujejo denimo riž (Oryza sp.), pšenica (Triticum aestivum), ječmen (Hordeum vulgare) in koruza (Zea mays). Bolj poznan rod s shizogenim tipom aerenhima so na primer kislice (Rumex), medtem ko se pri vrsti Saggitaria lancifolia, sorodnici v Sloveniji ogrožene navadne streluše (Sagittaria sagittifolia), pojavljata tako lizogeni kot shizogeni aerenhim.